# 献帝起居注
献帝起居注是一部記述漢獻帝時期的編年體著作，時間始于中平六年（189年），終於建安二十一年（216年）。該書已失傳，目前存有佚文。